# Koordinatensingularität

Koordinatensingularitäten an Nord- und Südpol einer Sphäre bei Verwendung geographischer Koordinaten

In der Physik spricht man von einer Koordinatensingularität, wenn in einem Koordinatensystem aufgrund seiner besonderen Eigenschaften für einen bestimmten Punkt keine eindeutigen Koordinaten angegeben werden können. So sind zum Beispiel an Nord-  und Südpol der Erde eindeutige Angaben zur geografischen Länge weder möglich noch erforderlich, da sich alle Längenkreise in diesem Punkt schneiden.
Anders als eine physikalische Singularität ist eine Koordinatensingularität für einen Beobachter ohne Auffälligkeit, da sie nur aufgrund der Eigenschaften des Koordinatensystems erscheint. Sie verschwindet bei Anwendung eines geeigneteren Koordinatensystems.

## Definition
Eine Koordinatensingularität liegt an den Punkten vor, an denen eine Größe ihren zulässigen Wertebereich verlässt oder nicht eindeutig ist, sich dies aber durch die Wahl eines anderen Koordinatensystems beheben lässt.

## Beschreibung
Koordinatensingularitäten können in verschiedenen Situationen auftreten. Beispielsweise entsteht eine Koordinatensingularität an einem Punkt einer {\displaystyle n}-dimensionalen Untermannigfaltigkeit des euklidischen Raums {\displaystyle \mathbb {R} ^{m}} mit {\displaystyle m\geq n} oder einer (abstrakten) Mannigfaltigkeit dieser Dimension, wenn dieser Punkt in dem gewählten Koordinatensystem keine eindeutigen Koordinaten {\displaystyle (v_{1},\ldots ,v_{n})} hat. Die Natur einer solchen Koordinatensingularität erkennt man, wenn man ein anderes Koordinatensystem betrachtet, in dem der Punkt eindeutige Koordinaten {\displaystyle (x_{1},\ldots ,x_{n})} besitzt. Im Fall des euklidischen Raums können dies kartesische Koordinaten sein, im Fall von Mannigfaltigkeiten kann dies mit einer Karte geschehen. Dann gibt es eine Koordinatentransformation {\displaystyle T} der Form
{\displaystyle (x_{1},\ldots ,x_{n})=T(v_{1},\ldots ,v_{n}),}
die allerdings an einer Koordinatensingularität nicht invertierbar ist. Ist die Koordinatentransformation {\displaystyle T} komponentenweise differenzierbar, was bei gängigen Koordinatensystemen der Fall ist, dann ist die Jacobi-Matrix
{\displaystyle J(T)={\frac {\partial (x_{1},\ldots ,x_{n})}{\partial (v_{1},\ldots ,v_{n})}}}
an einer Koordinatensingularität singulär, daher die Bezeichnung „Koordinatensingularität“.

## Beispiele

### Polarkoordinaten

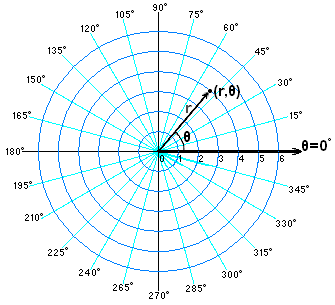
Polarkoordinaten

Im Polarkoordinatensystem wird jeder Punkt der Ebene beschrieben durch:
- eine Radialkoordinate {\displaystyle r\in \mathbb {R} _{+}} und
- eine Winkelkoordinate {\displaystyle \theta \in (-\pi ,\pi ]}.

Die Umrechnung von Polarkoordinaten in kartesische Koordinaten {\displaystyle (x,y)\in \mathbb {R} ^{2}} erfolgt durch die Koordinatentransformation
{\displaystyle x=r\cdot \cos \theta }
{\displaystyle y=r\cdot \sin \theta }
Im Nullpunkt {\displaystyle (0,0)} erhält man dabei eine Koordinatensingularität: ist {\displaystyle r=0}, so ist das Ergebnis der Transformation unabhängig von der Winkelkoordinate {\displaystyle \theta }. In Polarkoordinaten hat der Nullpunkt damit keine eindeutige Darstellung.
Erweitert man Polarkoordinaten um eine Höhenkoordinate {\displaystyle h}, die den Abstand von der Ebene des Polarkoordinatensystems angibt:
{\displaystyle z=h},
erhält man Zylinderkoordinaten des Raumes, die an allen Punkten {\displaystyle (0,0,z)} singulär sind.

### Kugelkoordinaten

Kugelkoordinaten

Im Kugelkoordinatensystem wird jeder Punkt des Raums durch eine Radialkoordinate {\displaystyle r\in \mathbb {R} _{+}} und zwei Winkelkoordinaten {\displaystyle \phi \in (-\pi ,\pi ]} und {\displaystyle \theta \in [0,\pi ]} beschrieben. Die Umrechnung von Kugelkoordinaten in kartesische Koordinaten {\displaystyle (x,y,z)\in \mathbb {R} ^{3}} erfolgt durch die Koordinatentransformation
{\displaystyle x=r\cdot \sin \theta \cdot \cos \varphi }
{\displaystyle y=r\cdot \sin \theta \cdot \sin \varphi }
{\displaystyle z=r\cdot \cos \theta }
Man erhält durch diese Transformation die folgenden Koordinatensingularitäten:
- ist {\displaystyle \theta =0}, so ist das Ergebnis der Transformation der Punkt {\displaystyle (0,0,r)} auf der positiven z-Achse unabhängig von der Winkelkoordinate {\displaystyle \varphi }
- ist {\displaystyle \theta =\pi }, so ist das Ergebnis der Transformation der Punkt {\displaystyle (0,0,-r)} auf der negativen z-Achse unabhängig von der Winkelkoordinate {\displaystyle \varphi }
- ist {\displaystyle r=0}, so ist das Ergebnis der Transformation der Nullpunkt {\displaystyle (0,0,0)} unabhängig von beiden Winkelkoordinaten {\displaystyle \varphi } und {\displaystyle \theta }

In Kugelkoordinaten hat somit die gesamte z-Achse keine eindeutige Darstellung. Durch Setzen von {\displaystyle r=1} erhält man sphärische Koordinaten (geographische Koordinaten) auf der Kugeloberfläche, die nur an den beiden Polen {\displaystyle (0,0,1)} und {\displaystyle (0,0,-1)} singulär sind.